# Camille Cierpik
Camille Cierpik (* 10. März 1985 in Brive) ist eine ehemalige französische Triathletin.

## Werdegang
2004, 2005 und erneut 2011 wurde Camille Cierpik französische Triathlon-Vizemeisterin. 2004 wurde sie Fünfte bei der Triathlon-Weltmeisterschaft der Juniorinnen.
Im Juli 2007 wurde sie Dritte bei der U23-Europameisterschaft Triathlon und auch bei den Militärweltspielen 2008 in Estland belegte sie nach 2005 erneut den dritten Rang.
Camille Cierpik startet seit 2010 für den Verein Issy Les Moulineaux Triathlon und sie lebt in Montpellier.
Seit 2011 tritt sie nicht mehr international in Erscheinung.

## Sportliche Erfolge
| Datum/Jahr    | Rang | Wettbewerb                                    | Austragungsort | Zeit     | Bemerkung |
| ------------- | ---- | --------------------------------------------- | -------------- | -------- | --- |
| 10. Juli 2011 | 6    | Triathlon de Paris                            | Paris          | 02:05:55 | |
| 2011          | 2    |                                               | Saint Cyr      |          | Zweite hinter Isabelle Ferrer |
| 17. Juni 2008 | 3    | CISM Military World Games                     | Otepää         | 02:07:55 | Dritte bei den Militärweltspielen (12. bis 17. Juni 2008) auf der olympischen Distanz – und Siegerin im Team zusammen mit Charlotte Morel und Delphine Pelletier |
| 30. Aug. 2007 | 10   | ITU Triathlon World Championship U23          | Hamburg        | 02:05:02 | Triathlon-Weltmeisterschaft U23 |
| 21. Juli 2007 | 3    | ETU Triathlon European Championship U23       | Kuopio         | 02:06:02 | Dritte bei der U23-Europameisterschaft |
| 13. Aug. 2006 | 7    | BG Triathlon World Cup                        | Tiszaújváros   | 01:57:02 | [ 4 ] |
| 8. Juli 2006  | 7    | ETU Triathlon European Championship U23       | Rijeka         | 02:08:15 | Triathlon-Europameisterschaft U23 |
| 11. Sep. 2005 | 23   | ITU Triathlon World Championship U23          | Gamagori       | 02:13:22 | U23-Weltmeisterschaft |
| 17. Juli 2005 | DNF  | ETU Triathlon European Championship U23       | Sofia          | –        | U23 Triathlon-Europameisterschaft |
| 25. Juni 2005 | 3    | CISM Military World Games                     | Ventura        | 01:57:06 | [ 5 ] |
| 2005          | 2    | FRA Triathlon National Championships          | Frankreich     |          | Zweite auf der Kurzdistanz hinter Virginie Jouve |
| 29. Aug. 2004 | 2    | ETU European Triathlon Cup                    | Genf           | 02:15:11 | [ 7 ] |
| 9. Mai 2004   | 5    | ITU Triathlon World Championship Junior Women | Madeira        | 01:15:30 | Weltmeisterschaft Junioren |
| 2004          | 2    | FRA Triathlon National Championships          | Frankreich     |          | Zweite hinter Virginie Jouve |

(DNF – Did Not Finish)